# عبدالله با
عبدالله با (انگلیسی: Abdoullah Ba) بازیکن فوتبال اهل فرانسه است.
وی همچنین در تیم‌های ملی فوتبال زیر ۱۶ سال فرانسه ، زیر ۱۷ سال فرانسه، و زیر ۱۹ سال فرانسه بازی کرده‌است.